# وزارة المالية (النيجر)
وزارة المالية في النيجر هي وزارة في حكومة النيجر، وهي المسؤولة عن السياسات المالية العامة في البلاد.
وزير المالية الحالي هو نفسه رئيس الوزراء علي الأمين زين، منذ 10 أغسطس 2023 م.